# Stanyn
Stanyn (ukrainisch Станин; russisch Станин Stanin, polnisch Stanin) ist ein Dorf in der westukrainischen Oblast Lwiw mit etwa 550 Einwohnern.
Am 12. Juni 2020 wurde das Dorf ein Teil der neu gegründeten Stadtgemeinde Radechiw im Rajon Tscherwonohrad, bis dahin war sie die einzige Ortschaft der gleichnamigen Landratsgemeinde im Rajon Radechiw.

## Geschichte
Im Jahre 1490 wurde hier eine römisch-katholische Pfarrei errichtet, die älteste in der Umgebung, im Jahre 1775 nach Radechiw verlegt. Das Dorf gehörte der Staniński Adelsfamilie, die im Dorf eine Burg hatte und im Jahre 1505 eine Kirche bildete.
Politisch gehörte der Ort zunächst zur Woiwodschaft Ruthenien der Adelsrepublik Polen-Litauen. Bei der Ersten Teilung Polens kam er 1772 zum neuen Königreich Galizien und Lodomerien des habsburgischen Kaiserreichs (ab 1804).

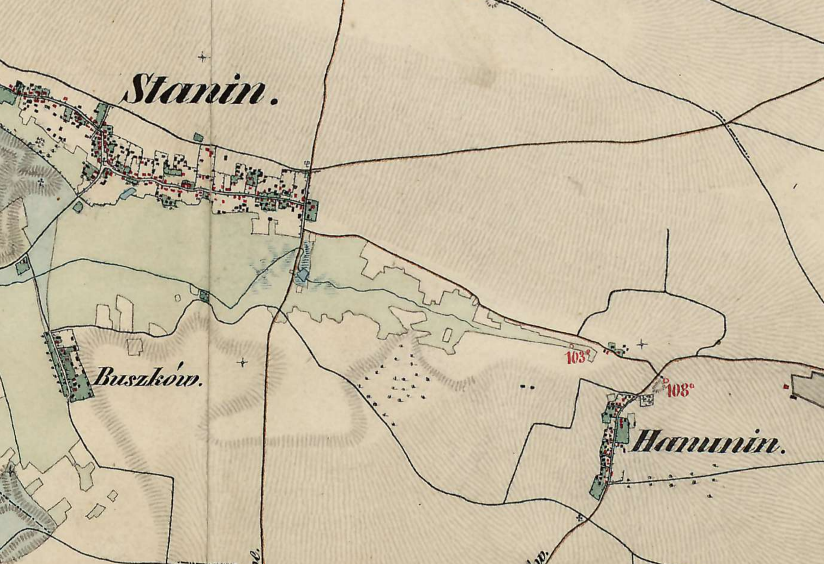
Stanyn und Hanunyn auf der Franziszeischen Landesaufnahme um die Mitte des 19. Jahrhunderts

Im Jahre 1797 im Zuge der Josephinischen Kolonisation wurden auf dem Grund des Dorfes deutsche evangelische Kolonisten angesiedelt, die in Stanin lebten und auch die Kolonie Hanunin, eine unabhängige Gemeinde, gründeten. Die Protestanten gehörten zur Pfarrgemeinde Jozefów in der Evangelischen Superintendentur A. B. Galizien.
Im Jahre 1900 hatte die Gemeinde Stanin 121 Häuser mit 625 Einwohnern, davon 242 deutschsprachige, 219 polnischsprachige, 164 ruthenischsprachige, 282 griechisch-katholische, 69 römisch-katholische, 7 Juden, 281 anderen Glaubens. Die Gemeinde Hanunin hatte 22 Häuser mit 158 Einwohnern, davon 149 deutschsprachige, 9 polnischsprachige, 8 römisch-katholische, 150 anderen Glaubens.
Nach dem Ende des Polnisch-Ukrainischen Kriegs 1919 kamen beide Gemeinden zu Polen. Im Jahre 1921 hatte Stanin 119 Häuser mit 704 Einwohnern, davon 342 Polen, 342 Ruthenen, 20 Deutschen, 367 griechisch-katholische, 192 evangelische, 128 römisch-katholische, 17 Juden (Religion). Hanunin hatte 46 Häuser mit 323 Einwohnern, davon 297 Polen, 19 Ruthenen, 7 Juden (Nationalität), 194 römisch-katholische, 39 griechisch-katholische, 78 evangelische, 12 Juden (Religion).
Im Zweiten Weltkrieg gehörten die Gemeinden zuerst zur Sowjetunion und ab 1941 zum Generalgouvernement, ab 1945 wieder zur Sowjetunion, heute zur Ukraine.

## Sehenswürdigkeiten
- Griechisch-katholische Kirche (erbaut 1764)